# Дэвис, Крис (политик)
Крис Дэвис (англ. Chris Davies, род. 7 июля 1954, Лайтам Сент Эннс, Ланкашир, Великобритания) — британский политик, один из представителей партии либеральных демократов Великобритании в Европарламенте с 1999 года; некоторое время был лидером фракции либеральных демократов. В 1995—1997 гг. был членом парламента Великобритании.
В 2007 году выдвинул на рассмотрение Европарламента законопроект, запрещающий применение на дорогах общего пользования Евросоюза гоночных автомобилей. Им было предложено ограничить скорость автомобилей ок. 162 км/ч (101 миля в час). Обоснование — уменьшение выбросов отработанных газов, уменьшение шумового загрязнения, улучшение экологии непосредственно на дорогах и на прилегающих территориях, сохранение жизни людей.
Работает в комиссиях по отношениям с Палестинской автономией и по охране окружающей среды, здравоохранения и продовольственной безопасности.